# Quercus humidicola
Quercus humidicola är en bokväxtart som beskrevs av Ernest Jesse Palmer. Quercus humidicola ingår i släktet ekar, och familjen bokväxter. Inga underarter finns listade.